# Philipp Vogler
Philipp Vogler (* 1965 in Itzehoe) ist ein deutscher Pianist, Liedbegleiter, Dirigent und Komponist.

## Leben und Wirken
Philipp Vogler studierte an den Musikhochschulen von Köln und Düsseldorf, unter anderem bei Rosemarie Zartner, Karin Merle, Carmen Daniela, Hartmut Höll und Roberto Szidon. Berufliche Verpflichtungen führten ihn an das Theater Augsburg (1992–1995) sowie an das Staatstheater Saarbrücken (1995–1999). Für beide Theater komponierte er zahlreiche Bühnenmusiken. Von 1999 bis 2003 wirkte Vogler an der Staatsoper Hamburg. Dort komponierte er als Auftragswerk den Liederzyklus Chanson de Baudelaire.
Seit 2003 ist Vogler Professor für Musikalische Einstudierung und Rollenstudium Musiktheater an der Hochschule für Musik und Theater München. Hier leitete er zahlreiche Opernprojekte, darunter vielbeachtete Wiederentdeckungen und Münchner Erstaufführungen. Beispielsweise Bellinis I Capuleti e i Montecchi, Hartmanns Wachsfigurenkabinett und Korngolds musikalische Komödie Die stumme Serenade, eine erste Zusammenarbeit mit Nicolas Trees, dem Spielleiter an der Staatsoper in München.
Vogler begleitete namhafte Sänger wie beispielsweise Bernd Weikl, Johannes Kalpers, Aleksandra Kurzak, Hélène Lindqvist, Yvonne Naef etc. 2006 gründete er das „Bayerische Symphonieorchester“. Zusätzlich ist Vogler seit 2008 musikalischer Leiter des „Kammerorchesters Ulmer Studenten“.
Zusammen mit seiner Frau, der Sopranistin Hélène Lindqvist, rief er 2011 The art song project ins Leben. Hier werden Lieder von zu Unrecht in Vergessenheit geratenen Komponisten vorgestellt.
Mit Lindqvist hat er die zwei Töchter Mimi & Josy, welche die Siebte Staffel von The Voice Kids gewannen.

## CDs
- Gunnuar de Frumerie: Lieder. Label Valve-Hearts (1997)
- Alban Berg: Jugendlieder. Label col-legno (2001)
- Anton Rubinstein: Persian Love Song. (2012)